# Osiedle Zodiak

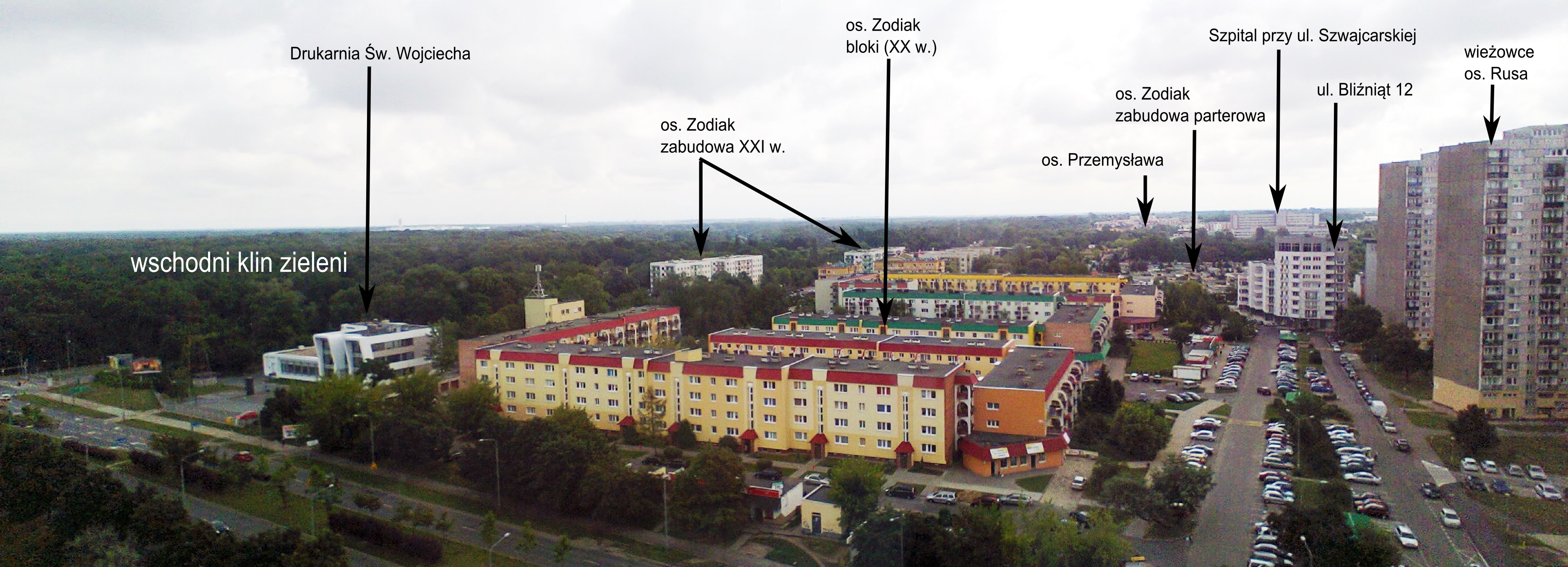
Teren osiedla Zodiak

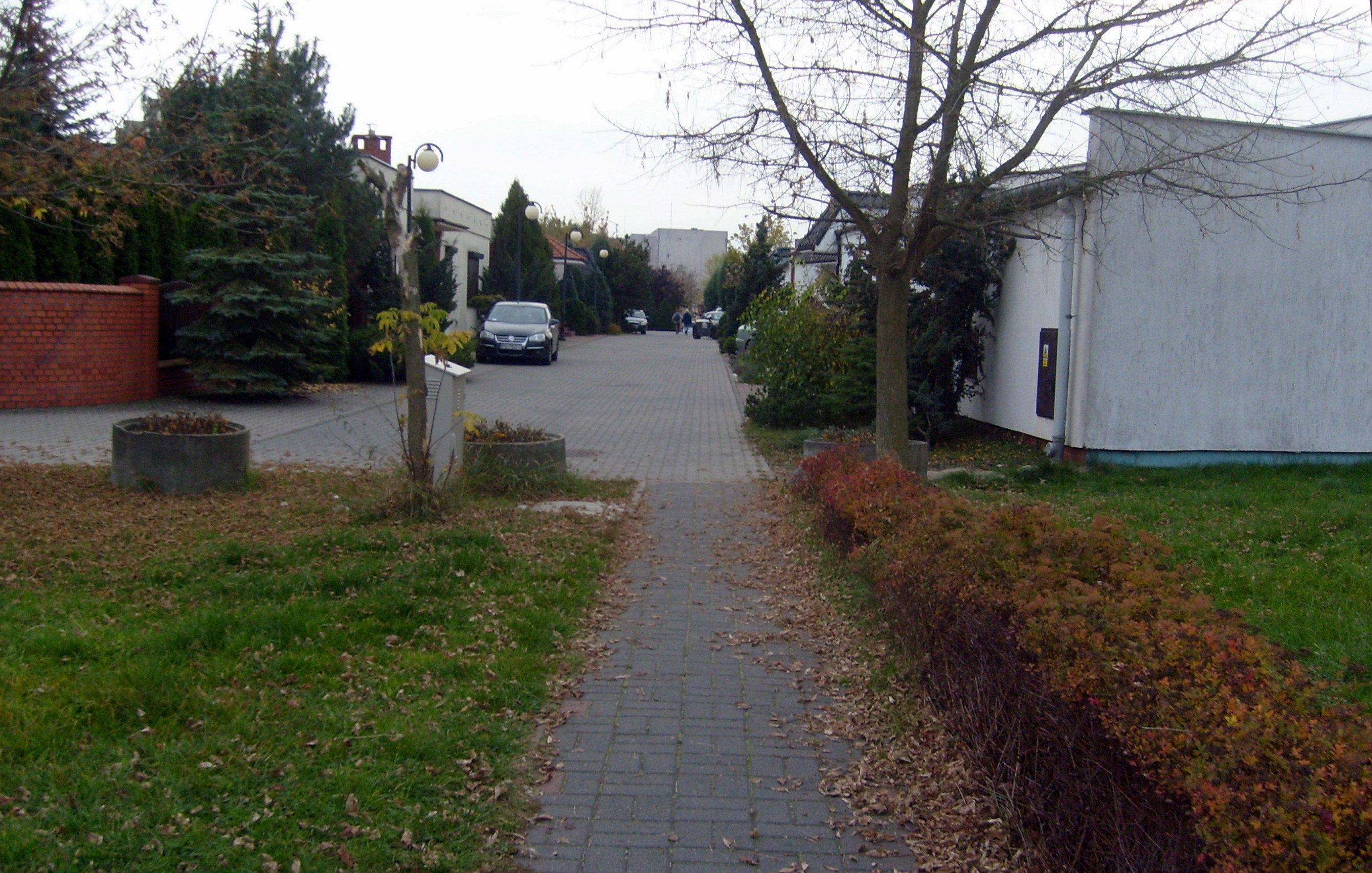
Zabudowa jednej z ulic

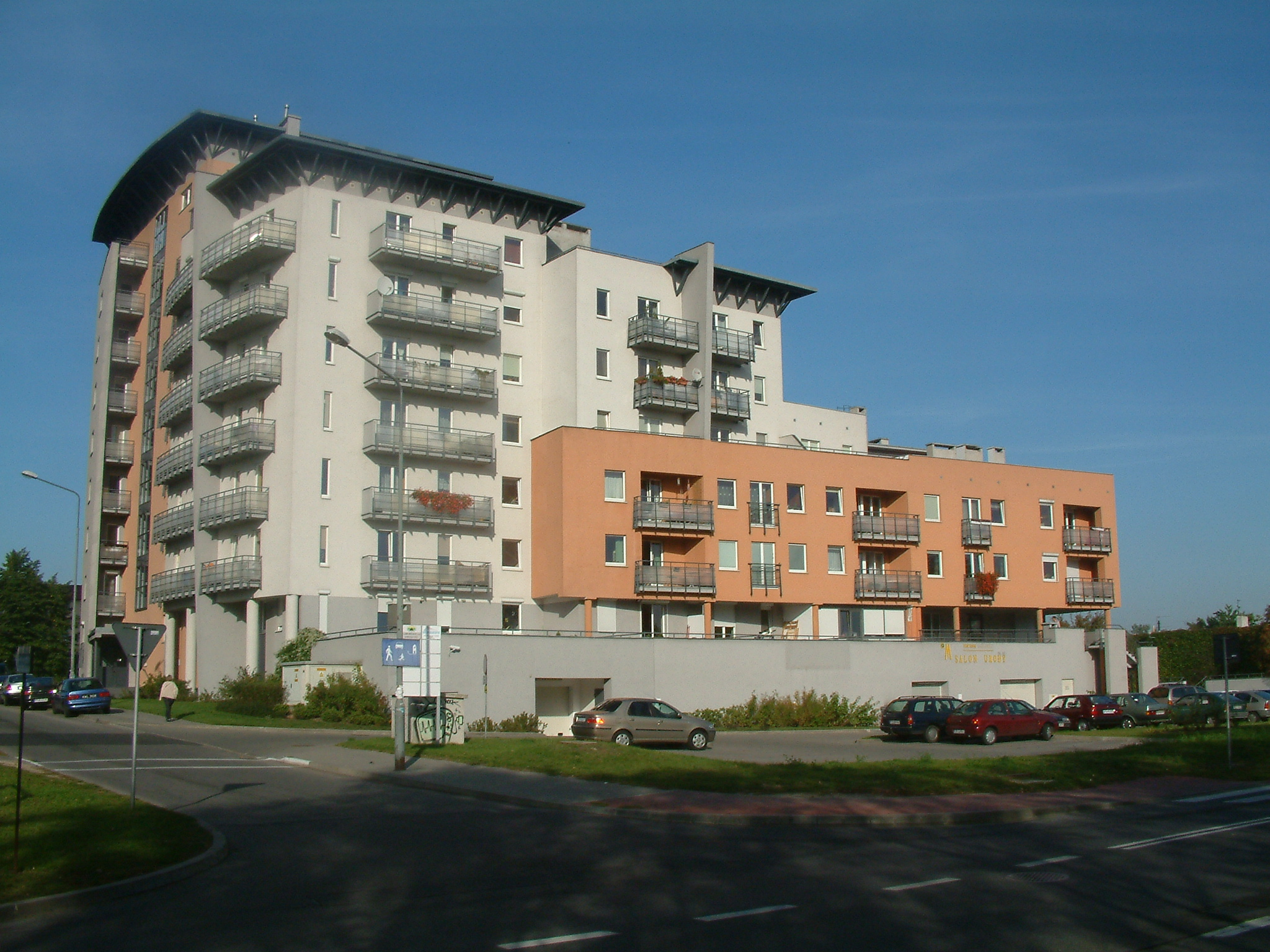
Budynek mieszkalny przy ulicy Bliźniąt 14 (2006)

Osiedle Zodiak – osiedle mieszkaniowe, a jednocześnie jednostka obszarowa Systemu Informacji Miejskiej (SIM), położone na terenie jednostki pomocniczej Osiedle Chartowo w Poznaniu, w południowej stronie wschodniego klina zieleni. Ograniczone jest ulicami abpa W. Dymka (od północy), Szwajcarska (od wschodu), Kurlandzka (od południa) i Chartowo (od zachodu). Zabudowę osiedla stanowią budynki jednorodzinne oraz zabudowa mieszkaniowa wielorodzinna.

## Historia

### Zabudowa mieszkaniowa jednorodzinna
Budowę domów zakończono w 1988 roku. Projektantami jednego z pierwszych w Poznaniu zespołów zabudowy atrialnej byli Jerzy Schmidt i Marian Urbański. Osiedle tworzą budynki na rzucie litery L, wyposażone w niewielkich rozmiarów ogródki przydomowe. Całość stanowi kontrast dla wielorodzinnej, intensywnej zabudowy okolicy. Pomiędzy budynkami stworzono gęstą siatkę ulic wewnętrznych prostopadłych do ulicy Kurlandzkiej.
Pomiędzy ulicami Zodiakową i Koziorożca znajduje się zabytkowy schron piechoty pogotowia, powstały w latach 1887–1888. Stan schronu jest dobry, zostało zachowanych kilka par oryginalnych drzwi. Szatę roślinną wokół schronu reprezentują głównie glistnik jaskółcze ziele (Chelidonium majus) i robinia akacjowa (Robinia pseudoacacia).
Wzdłuż osiedla, w przebiegu obecnej ulicy Kurlandzkiej, znajduje się dolina Chartyni, historyczna południowa granica Chartowa.

### Inne
W północnej części osiedla znajdują się tereny niezagospodarowane, ogródki działkowe (nieklasyfikowane), porośnięte gęstą roślinnością; północną częścią osiedla biegnie też dwutorowa napowietrzna linia wysokiego napięcia 110 kV oraz tory Średzkiej Kolei Powiatowej (zabytek), porośnięte zielenią ruderalną.

## Toponimia
Toponimia nazw ulic na osiedlu wywodzi się od Zodiaku: Barana, Panny, Koziorożca, Strzelca, Skorpiona, Raka, Ryb, Wodnika, Bliźniąt, Wagi, Lwa oraz Zodiakowa. 
Nazwy ul. Barana, ul. Panny, ul. Zodiakowa zostały nadane w 1991 r. Nazwę ul. Byka nadano w 2018 r.

## Komunikacja
Osiedle Zodiak posiada połączenia autobusowe MPK Poznań linii: 157, 166, 181, 184, 212 (nocny) i 222 (nocny).